# The Cat That Looked at a King
Série
Mary Poppins
(1964) Le Retour de Mary Poppins
(2018)
Pour plus de détails, voir Fiche technique et Distribution.
The Cat That Looked at a King est un court métrage américain mêlant animation et prise de vue réelle réalisé par Peter Schneider, sorti en 2004.
Réalisé comme une suite du film Mary Poppins (1964) et inspiré de Mary Poppins Opens the Door (1943) de Pamela L. Travers, le court métrage a été utilisé comme un bonus à la sortie vidéo lors du 40e anniversaire du long métrage.

## Synopsis
À Londres au début des années 2000, deux enfants regardent des dessins à la craie identiques à ceux dessinés par Bert dans Mary Poppins (1964). Julie Andrews (interprète de Mary Poppins dans le film de 1964) habillée avec des vêtements récents accueille les enfants et les emmène à l'intérieur du dessin pour observer le conte.
Un chat va à la rencontre d'un roi qui apprécie les faits et chiffres du monde plus que tout autre chose, malheureusement le reste inclut sa femme la reine. Le chat et le roi se défient sur trois questions chacun et si le chat gagne il devient le nouveau roi mais s'il perd le roi devient l'homme le plus intelligent de l'univers. Le chat répond aux trois questions du roi mais ce dernier ne parvient pas à trouver une seule réponse à celles du chat. Quand le roi annonce qu'il ne sait plus qui il est, le chat montre une image du roi dansant avec la reine. Il décline son prix et reçoit de la reine une broche en marque de remerciement.
Les enfants et Julie Andrews retournent à l'entrée du parc, où Andrews dément les avoir emmenés dans la peinture, comme elle l'avait fait dans le film.

## Fiche technique
- Titre : The Cat That Looked at a King
- Réalisateur : Peter Schneider
- Scénario : Shirley Pierce d'après Mary Poppins Opens the Door (1943) de P.L. Travers
- Photographie : Kenneth H. Wiatrak
- Distribution des rôles : Jen Rudin
- Direction artistique : Cristy Maltese
- Animation : Dave Bossert (directeur), Frank Dietz, Theresa Wiseman
- Directeur technique : Glo Minaya
- Costumes : Randy Gardell
- Maquillage : Damon Charles (coiffure et maquillage enfant); Rick Sharp (Julie Andrews)
- Musique : Mark Watters
- Producteur : Gerard DiNardi
- Durée : 10 min
- Date de sortie : 14 décembre 2004

## Distribution
- Julie Andrews : Mary Poppins
- Dylan Cash : le petit garçon
- Olivia DeLaurentis : la petite fille
- Sarah Ferguson : la reine (voix)
- David Ogden Stiers : le roi / le Premier ministre (voix)
- Tracey Ullman : le chat (voix)

## Commentaires
Pour le 40e anniversaire du film Mary Poppins (1964), le studio The Answer Studio s'est vu confier la réalisation d'un court métrage intitulé The Cat That Looked at a King. Ce studio créé en octobre 2004 a réembauché  35 des 40 animateurs du studio Walt Disney Animation Japan fermé en juin. Le président Motoyoshi Tokunaga déclare que 20 artistes-animateurs ont travaillé sur le film durant une période de trois mois.
D'après Julie Andrews, les dessins à la craie de Bert ont été reproduits à l'identique des originaux à partir des archives du studio Disney[réf. nécessaire]. Quelques éléments rendent hommage au long métrage comme l'ombre de Mary Poppins jeune au pied de Julie Andrews plus âgée lorsqu'elle regarde le chat en dessin animé à la fin. Deux chansons sont reprises du film, Feed the Birds au début et Jolly Holiday à la fin. Julie Andrews utilise une réplique similaire dans les deux films à la fin des séquences en animation :
- A respectable person like me in a painting? How dare you suggest such a thing! dans le court métrage de 2004
- A respectable person like me in a horse race? How dare you suggest such a thing! dans le long métrage de 1964